# 陳康祺
陳康祺（1840年—1890年），字均堂，清浙江鄞縣人，陳鑒之長子。同治十年進士，累官刑部員外郎。後任江蘇昭文知縣。辭官後家居蘇州，有別墅“洀園”，藏書頗豐。

## 著作
- 《燕下鄉挫錄》
- 《郎潛紀聞》四筆。成書于光緒十二年，共十一卷；是一部內容豐富，材料廣泛的史料筆記，書中內容多輯錄清代瑣事、風土民情，可補正史不足。

## 典故
- 蒸蒸日上出自陳康祺《郎潛紀聞初筆．卷一三．世宗停止浙江鄉會試》
- 「……雍正四年，世宗以浙人查嗣庭、汪景祺詩文悖逆，風氣惡薄，停止浙江士子鄉會試。六年，經李衛、王國棟、王蘭生等奏稱：兩浙人士，省愆悔過，士風丕變，諭準照舊應試。前後三年，澆漓盡革，況今涵濡聖澤幾二百年，宜風氣蒸蒸日上也。」